# Zulové

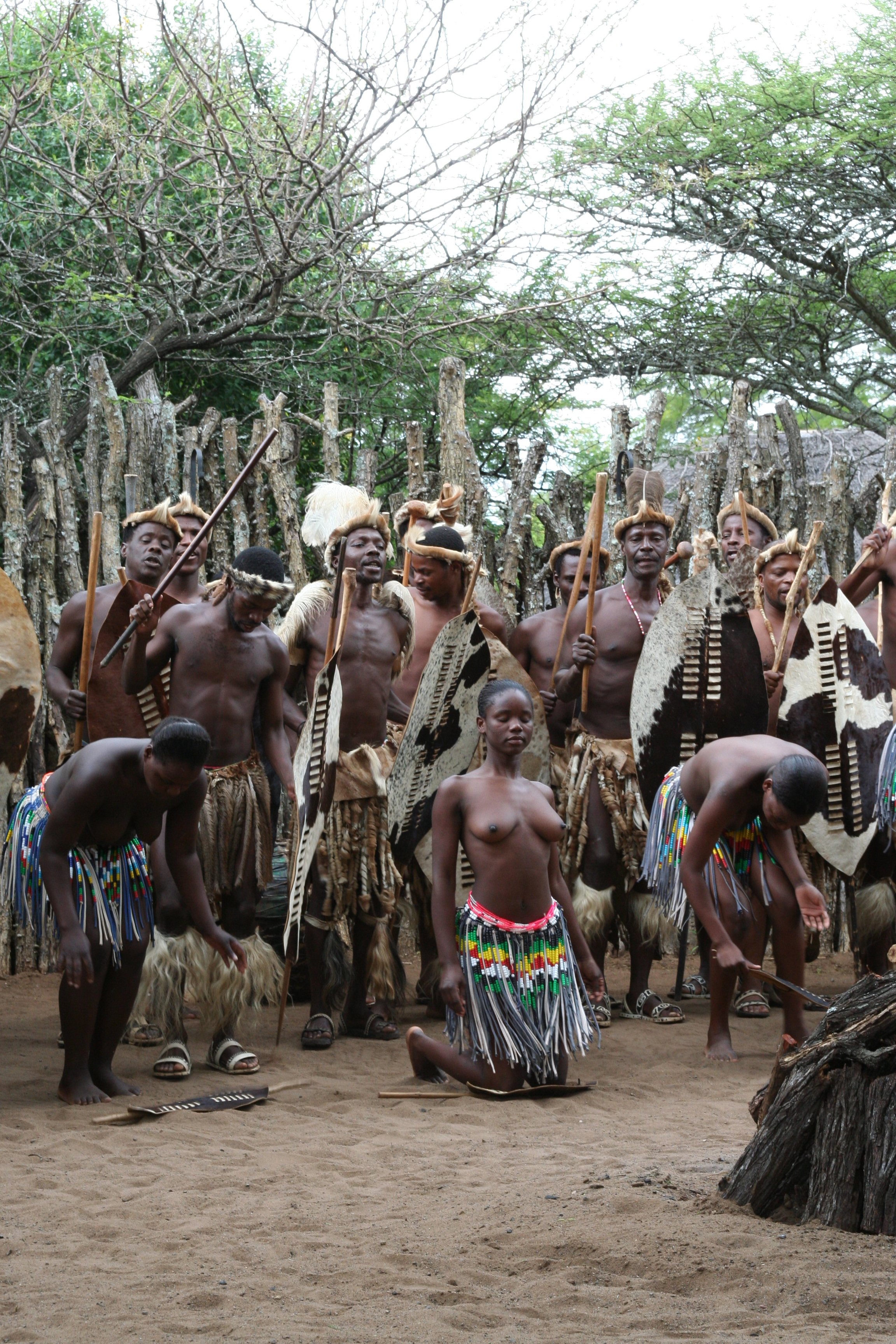
Tančící Zuluové

Zuluové či Zulové (zulsky: amaZulu) jsou početný africký národ, žijící především na jihu Afriky, který má v současnosti něco kolem 10 milionů příslušníků. Jejich jazykem je zuluština z rodiny bantuských jazyků. Zuluové žijí většinou v Jihoafrické republice, kde tvoří 22 % obyvatelstva, menší skupiny i v sousedních státech (Zimbabwe, Malawi, Tanzanie). Nejvíce příslušníků národa žije ve třech jihoafrických provinciích: KwaZulu-Natal (7,6 mil.), Gauteng (1,9 mil.) a Mpumalanga (0,8 mil.). Mají své království Zululand, které bývalo britským protektorátem a dnes je součástí provincie Jihoafrické republiky KwaZulu-Natal.
Zuluové většinou vyznávají křesťanství nebo původní, stále se vyvíjející africké domorodé náboženství. O starší historii národa nejsou žádné písemné doklady, informace se předávaly ústním vyprávěním a první písemné záznamy jsou až od evropských misionářů z 19. století.
Vojensky byli Zuluové sjednoceni počátkem 19. století králem Šakou, v Evropě přezdívaným Černý Napoleon. Měli své velké dobře vycvičené vojsko, jež se v pozdějších letech často střetávalo s Búry a Brity. Roku 1879 však přes neúspěch v bitvě u Isandlwany Britové moc Zuluů zlomili a zahnali Zuluy do 13 rezervací, jejichž správu převzali dosazení náčelníci kontrolovaní Brity. Z národa Zuluů pochází bývalý prezident Jihoafrické republiky Jacob Zuma.

## Prehistorie
Území východní i jižní Afriky obývali v pliocénu a pleistocénu (před 4,2–1,3 miliony let) početní zástupci rodu Australopithecus, Nejznámější nálezy z jižní Afriky, patřící druhu Australopithecus africanus, jsou od roku 1936 odhalovány v jeskyni Sterkfontein nedaleko Johannesburgu. Mezi nejnovější objevy patří též ostatky druhu Australopithecus sediba z nedaleké jeskyně Malapa. Z rodu Australopithecus vzešli patrně první lidé, konkrétní předek však dosud není jasný. Ostatky nejstarších zástupců rodu Homo se rovněž nacházejí jak ve východní, tak v jižní Africe. Z tohoto území pochází také nálezy otisků Homo sapiens staré 117 000 let.
V období 8000–4000 př. n. l. se lidé hovořící bantuskými prajazyky začínali rozšiřovat z pralesů východní Afriky na jih, a jak se proudy osadníků osamostatňovaly, vznikaly odlišnosti ve způsobu života i jazyku.
Zhruba na počátku našeho letopočtu se z oblastí rovníkové Afriky začaly na jih rozšiřovat první kmeny Nguni, hovořící bantusky. Ovládali řemesla, hutnictví, byli na úrovni zemědělců rané doby železné, jejich osady měly tisíce obyvatel a byly tvořeny kamennými domy. Na nových územích se střetávali s původním národem poněkud nižších a slabších postav, dnes označovaným jako Khoikhoiové, který Evropané o mnoho set let později nazvali Hotentoti (pastevci). Dále zde žili Sanové, známí i jako Křováci, kteří byli spíše lovci. Oba tyto původní národy byly na nižší vývojové úrovni než Bantuové, a tak jimi byli postupně ze svých území vytlačeni do pouští. Migrace kmenů Bantu (z nichž se postupně vydělily kmeny Zulu, Xhosa, Swazi, Ndebela aj.) byla velice pozvolná a pokračovala ještě do poloviny 17. století. Některé skupiny (Zuluové) se usadily dříve, jiné (Xhosové) putovaly více na jih.

## Tradiční kultura

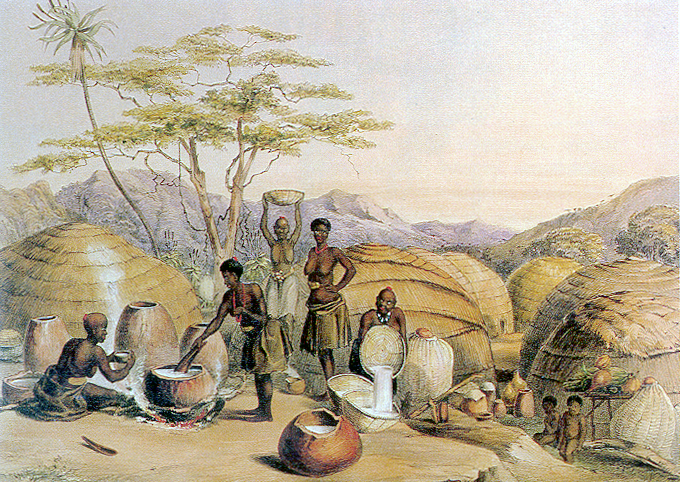
V kraalu se vařilo pivo

Všechny zmíněné černošské kmeny na nových působištích stavěly kruhové domy s kulovitou či kuželovitou doškovou střechou. Domy řadili Zuluové do kruhu obehnaného hradbou z přírodních materiálů (dřevo, proutí, traviny, hlína). Uvnitř vnější hradby byl věnec chýší a další, vnitřní ohrada (isibaya) pro dobytek zde uschovávaný na noc. Ve vnitřní ohradě se konaly náboženské obřady vedené kmenovými šamany. Zulské vesnice (kraaly či také umuzi) jsou posvátným územím. Velký význam mělo rozmístění chýší i orientace jejich vchodů na východ. Na západní straně vesnice je chýše náčelníka, u ní jeho žen, pak příbuzných. V každé chýši je místo vyhrazené pro rituální předměty (umsamo), spojující rodinu s jejími předky.
Zuluové se na nových územích živili nejen pastevectvím (chovali ovce, kozy a jiný dobytek), ale byli i prvními zdejšími zemědělci. Pěstovali hlavně sorgo (čirok), proso, hrách, melouny. Ze sorga uměli vyrobit i pivo. Starostí žen byla domácnost, sběr plodin a práce na poli. Muži se starali o dobytek, lov, zčásti i sběr lesních plodin.
Součástí tradiční výzbroje byl asagaj (někdy asegaj), což bylo v jižních bantuských jazycích označení oštěpů i kopí s ostrými, většinou kovovými hroty. S oštěpy se pojil tradiční náboženský obřad ihlambo – mytí oštěpů. Bojovníci měli svůj štít z hovězí kůže vysušené sluncem a napnuté na dřevěný rám. Bojový štít je velikosti bojovníka, vyráběly se i štíty menší pro chlapce a dodnes jako suvenýry pro turisty.
Lingvisté došli k závěru, že jazyk zulu patří do odlišné skupiny než jazyky starších národů z oblasti, tedy Sanů a Khoisanů. Jazyk zulu patří do nigerokonžské jazykové rodiny, která se od ostatních řečí střední a jižní Afriky začala vydělovat zhruba před 8000 lety a dnes ji označujeme jako bantuská. Bantuské jazyky tvoří jednu větev skupiny Benue-Kongo v rámci širší nigerokonžské skupiny. Právě z oblasti soutoku dvou afrických veletoků se dali na cesty do různých částí jižní Afriky pradávní kolonisté. Bantu je výraz používaný těmito jazykovými skupinami pro označení člověka.

## Kolonizace
Kolem jižní Afriky proplouvaly lodě Féničanů již v 6. století př. n. l., po nich lodě z Janova, které hledaly cesty do Indie a k národům Východu. Zřejmě až roku 1488 u břehů v oblasti Mossel Bay (Zátoka mušlí) přistál první Evropan, Bartolomeo Diaz z Portugalska. Zdejší námořní oblast zůstala v moci Portugalců po celé 16. století. Ti zde přistávali k doplnění zásob, osady zde žádné nebudovali, částečně i z obav před domorodci.

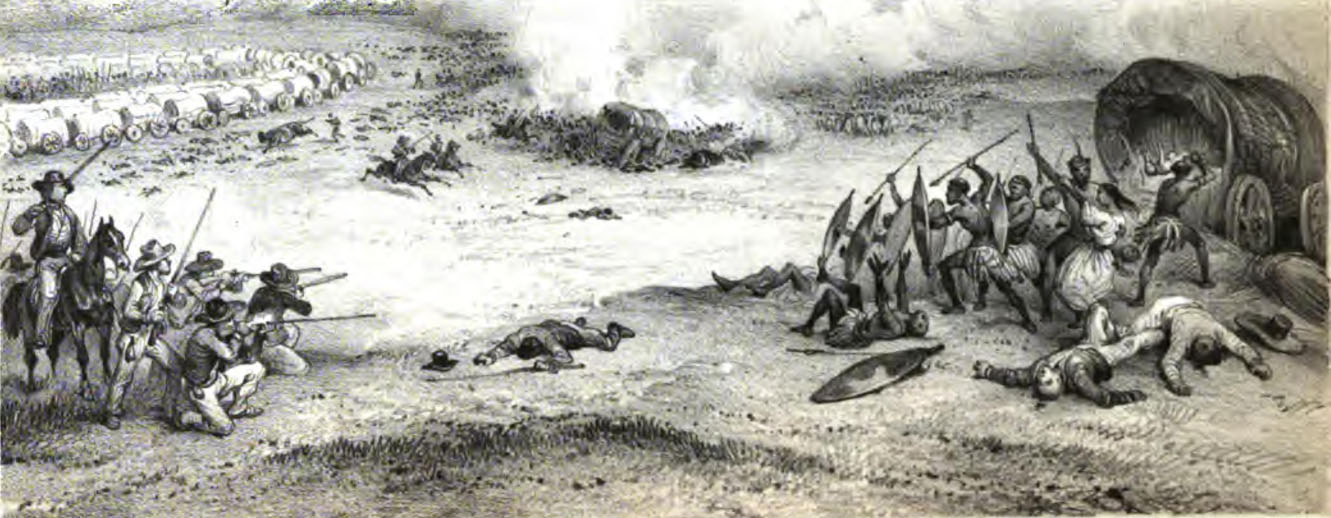
Bitva u Krvavé řeky mezi Búry a zulskými válečníky

Až roku 1652 se na území jižní Afriky poblíž Stolové hory vylodili běloši vedení Holanďanem Janem van Riebeeckem, zaštítění tehdy mocnou nizozemskou Východoindickou společností, která zde potřebovala vybudovat trvalou stanici. Roli prostředníků mezi nimi a kmeny Bantu ze severu zprostředkovávali zprvu Khoisanové, než jejich stavy zdecimovaly roku 1713 zavlečené neštovice. Další vlna přistěhovalých bělochů z Nizozemska znamenala vznik národa bílých Afrikánců, nazývaných Búrové – nizozemsky sedláci. Ti se zabývali farmařením na územích černošských kmenů i za pomocí mnohdy dovážených otroků. Jejich dovoz novým farmářům zabezpečovala již zmíněná Nizozemská Východoindická společnost. Třetí vlnou bělochů byli Britové, kteří otrokářství roku 1833 zakázali a Búry porazili jak politicky, tak vojensky. Búrové (jejich průkopníci byli nazýváni voortrekkers – ti, co posunují frontu) ustupovali dál od pobřeží a založili zde Oranžský svobodný stát a Transvaalskou republiku.
Podle legendy se prý někdy ke konci 17. století u řeky Bílá Mfolozi usadil jistý Mandalela, jehož doprovázela asi stovka lidí, kteří byli patrně odpadlíky některého většího klanu pocházejícího od řeky Mfkune. V době, kdy Mandalela zemřel a na uvolněné místo nastoupil jeho syn Zulu, se již usedlíci považoval za samostatný klan. Po Zuluově smrti nastoupil Punga, nicméně příslušníci klanu přijali Zuluovo jméno jako název klanu AmaZulu, tedy „Lidé z nebes“. Pungu postupně vystřídali Mageba, Ndaba a Jama, jehož nástupcem se stal jeho syn Senzangakona, který se narodil přibližně v době, kdy Jama nastoupil na trůn. Zuluové tehdy žili na území o průměru deseti mil a jejich počty se pohybovaly okolo 1500 osob.
Na počátku 19. století se náčelník mocného kmene Mtetvů Dingisvajo jako první pokusil sjednotit roztříštěné jihoafrické kmeny do konfederace, jejíž vznik byl podnícen snad evropskými myšlenkami, které pochytil od Britů nebo Portugalců. Jeho snaha byla zmařena předčasnou smrtí, nicméně náčelník Zuluů Šaka, jenž se inspiroval Dingisvajovým vojenským systémem, ze stovek rozdrobených klanů a malých kmenů vytvořil silný raně feudální stát s ojedinělou vojenskou organizací, který byl schopen odrazit i pozdější útoky Evropanů. Největší střetnutí války mezi přistěhovalci a Zuluy (bitva u Krvavé řeky) se odehrálo v roce 1838 jižně od Pretorie. Búrové vyzbrojení mušketami zde pobili 3000 nepřátelských válečníků jako odplatu za zabití svého vůdce Pieta Retiefa. Na jejich straně byli zraněni pouze čtyři muži. Místo bitvy (Krvavá řeka – Blood River) dnes připomíná majestátní památník Voortrekkerů, jehož součástí je sarkofág s označením data vítězné bitvy. Vítězové vyhlásili na dobytém území republiku Natalia, Britové však území zanedlouho prohlásili za svůj protektorát a Búrové se vydali hledat území jinde, na západ do Transvaalu.

## Šakova říše

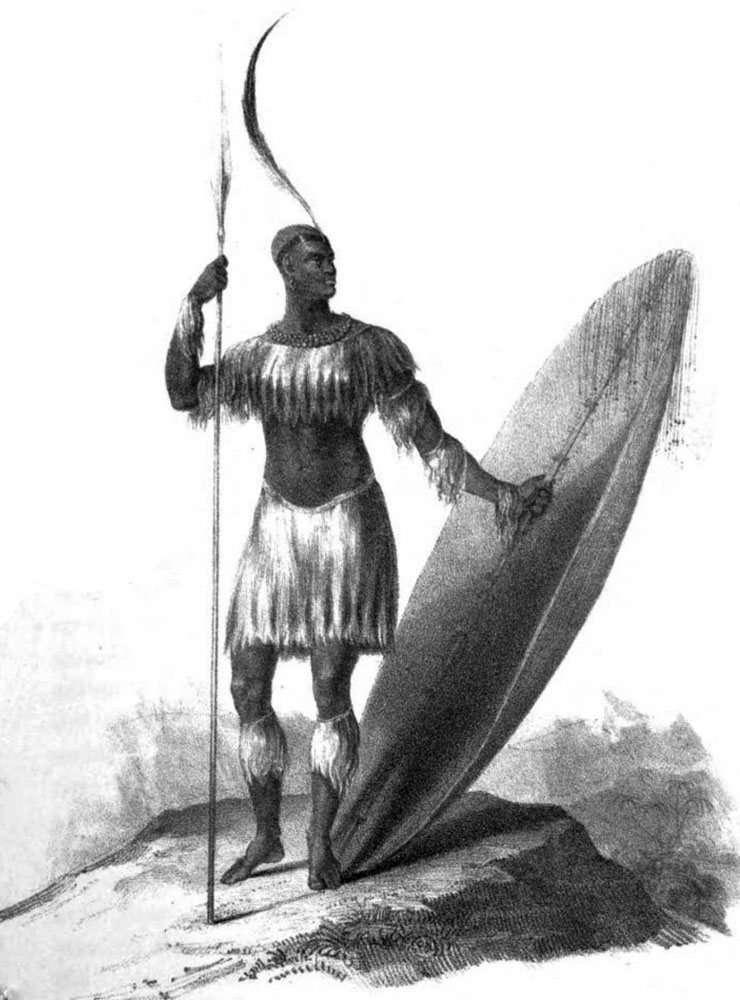
James King: Vládce Zuluů Šaka

Počátkem 19. století se stal náčelníkem Zuluů muž jménem Senzangakona, jenž se ve druhém desetiletí z ryze pragmatických důvodů podrobil náčelníkovi Mtetvů Dingisvajovi. Ten ovládal poměrně rozsáhlou kmenovou a klanovou konfederaci složenou z padesáti kmenů a jedním z jeho předních bojovníků byl Senzangakonův syn Šaka. Když v roce 1816 náčelník Zuluů zemřel, byl Šaka jmenován na otcovo místo. Zpočátku měl pod svým velením asi 350–400 mužů a ovládal území o rozloze čtyř čtverečních mil. V prvních měsících po převzetí moci však zavedl rozsáhlé vojenské reformy a během čtyř let neustálých bojů se stovkami okolních rozdrobených kmenů a klanů, vytvořil silný raně feudální stát s ojedinělou vojenskou organizací, jenž byl schopen vzdorovat Britům a Búrům ještě v druhé polovině 19. století. Šaka se tak stal pánem jihoafrického území o velikosti 11 500 čtverečních mil a vrchním velitelem asi 40 000 bojovníků. V Evropě se díky těmto úspěchům stal známým pod přezdívkami generál Shaka nebo Černý Napoleon a dodnes patří k nejznámějším příslušníkům národa. Podle zpráv návštěvníků z Británie dorostl Šaka výšky šesti stop (přibližně 183 centimetrů), byl obdařen vysokou inteligencí a jeho vláda byla poznamenaná obrovskou brutalitou. Mimo tvrdého postupu proti nepřátelům svého úspěchu dosáhl i díky zavedení nového typu oštěpu pojmenovaného iklwa (klva) a novým taktickým prvkům, které využíval při boji. Jeho vojenské oddíly (impi), které čítaly dva až tři tisíce lidí, sídlily na královských statcích (vojenských kraalech) strategicky rozmístěných po celém území a dělily se podle stáří a stupně výcviku svých bojovníků. Své postavení si udržel až do roku 1828, kdy jej za podpory induny Mbopy zavraždili jeho nevlastní bratři Dingane a Mhlanga. Důvodem bylo jeho nevypočitatelné chování a teror, který rozpoutal po smrti své matky Nandi.

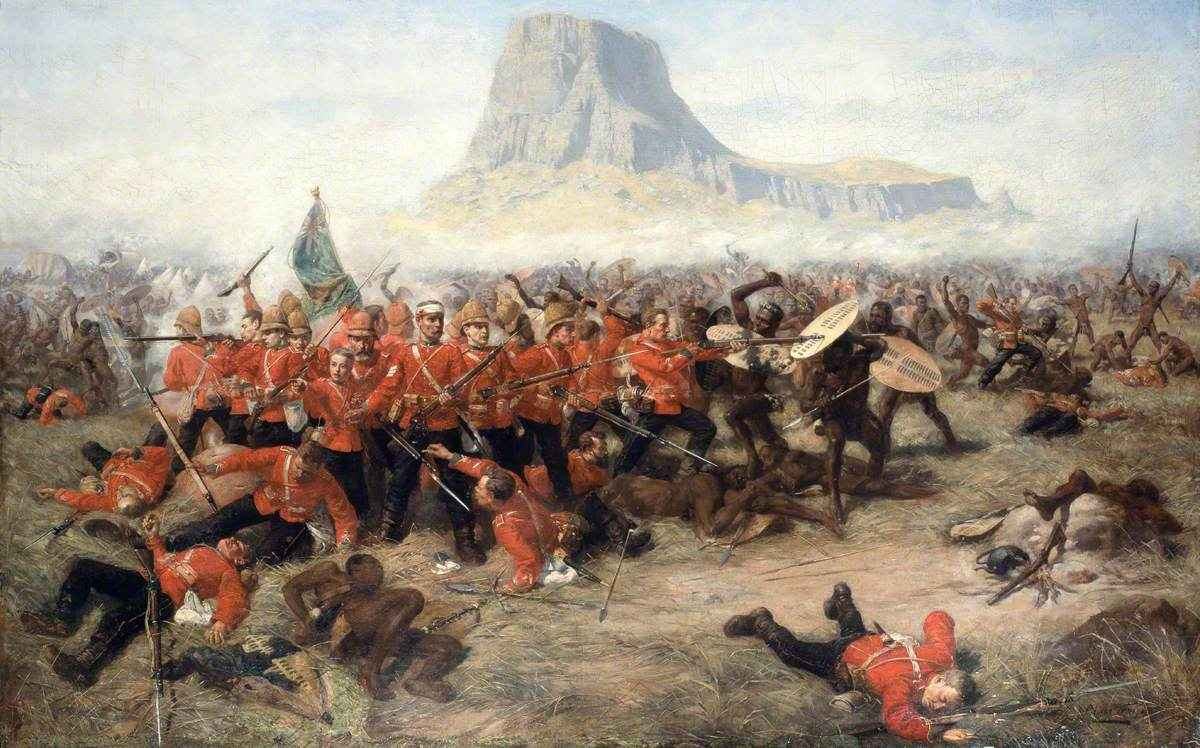
Bitva u Isandlwany během britsko-zulské války roku 1879

Po tvrdém sporu o následnictví se Šakovým nástupcem stal Dingane, jenž se u moci udržel následujících dvanáct let. Jeho následovníky byli v letech 1840 až 1872 Mpande a v letech 1873 až 1884 Kečwaya, který však roku 1879 odešel po obsazení svého království Brity do exilu.
Výboje vládce Zuluů Šaky způsobily stěhování mnoha kmenů včetně některých Zuluů do jiných částí jižní Afriky. Část z nich se tak dostala na území Zimbabwe (Ndebelové), či Malawi a Tanzanie (Ngoniové). Na mnoha místech pak vznikala další království (Svazijské, Gaza) ze smíšených národností. Převážná část Zuluů zůstala na území dnešní Jihoafrické republiky. Spolu s nimi dnes v Jihoafrické republice žijí kmeny Xhosa, Sotho a Tswana, dále pak přistěhovalí běloši a Asiaté převážně z Indie (např. známý Gándhí). Ti všichni se spolu zčásti začali mísit a dnes zde barevní míšenci tvoří 10 % všeho obyvatelstva. Dalších 18 % jsou běloši, 3,5 % Asiaté a zbytek černoši.
Čtyřicet let po bitvě U Krvavé řeky se rozhodli zlomit vojenskou sílu Zuluů Britové. Jejich tehdejšímu náčelníkovi Kečwajovi zaslali koncem roku 1878 ultimátum, kterým požadovali rozpuštění armády. Zuluové zmobilizovali ihned 30 000 bojovníků, na které zaútočilo v lednu 1879 pět kolon britských vojáků. Zuluové sice dokázali zlikvidovat přes 1300 Britů v jednom z táborů (bitva u Isandlwany), avšak v následujícím střetnutí u Ulundi byli pobiti a rozprášeni. Následně byli příslušníci národa Zuluů zahnáni do 13 rezervací, jejichž správu převzali dosazení náčelníci kontrolovaní Brity.

## 20. století

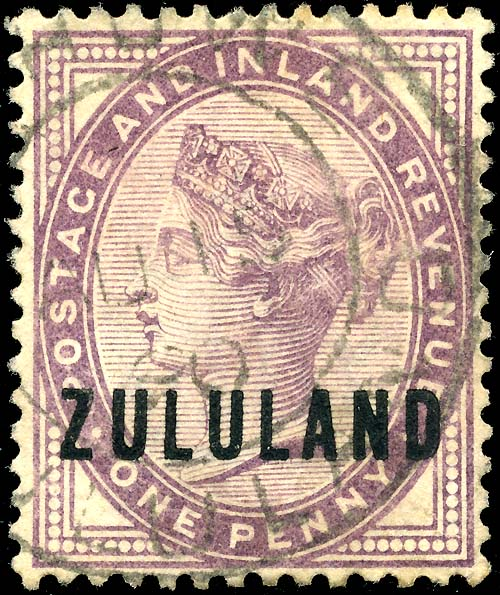
Známka Zululandu

Objevy zlata a drahokamů způsobily další prudký nárůst zlatokopů z Evropy a nepřímo zapříčinily dvě anglicko-búrské války. Po vítězství Velké Británie vznikl roku 1910 nový stát, Jihoafrická unie, který oba búrské státy pohltil. Byl postaven na apartheidu, systému založeném na oddělení ras, a byl za to ostatním světem kritizován a stále více bojkotován. Uvnitř unie vznikaly organizace Indů, míšenců a černochů, které proti rasovým zákonům protestovaly. Do čela Afrického národního kongresu (ANC), založeného roku 1923, se postavil reverend John Dube, zulský kněz a novinář, který své vzdělání získal ve Spojených státech.
Z království KwaZulu vytvořeného Šakou Britové v letech 1884 až 1887 vytvořili protektorát nazvaný Zululand a později ho začlenili do provincie Natal. Na sklonku 19. století dokonce britská poštovní správa vydala několik známek s označením Zululand. Roku 1913 bylo tradiční zulské území prohlášeno domorodou reservací. V letech 1948 až 1964 zde panoval král Cyprian Bhekuzulu. Cyprianovým pobočníkem byl vzdělaný náčelník dr. Mangosuthu Gatha Buthelezi, který se angažoval také politicky. Chtěl dosáhnout plných politických práv Zuluů v rámci Jihoafrické unie, nikoli vytvoření pseudostátu KwaZulu. Na druhé straně ve své domovině prosadil ústavu, která mu dala diktátorské pravomoci a králům určila jen vedlejší roli. Přetvořil původní organizaci pro kulturní povznesení Zuluů na politickou stranu Inkatha, pojmenovanou podle jeho kmene, kam se postupně přihlásilo přes 100 000 černochů, převážně Zuluů.
Jihoafrická unie vystoupila roku 1961 ze svazku Britského společenství národů a v témže roce se změnila na Jihoafrickou republiku. Docházelo k řadě demonstrací domorodého obyvatelstva (nejznámější roku 1976 v Sowetu, předměstí Johanesburgu), k vyhlášení stanného práva, svět na stát uvalil obchodní embargo. Vznikla první odborová organizace černochů a míšenců ICU, pak i další nejen odborové organizace, a mezi nimi i komunistická strana.

Rozšíření Zulů (2011)

V roce 1960 byl zulský náčelník Albert Lutuli jako první Afričan oceněn Nobelovou cenou míru za jasné formulace o útisku obyvatel Jižní Afriky.
V 80. letech docházelo ke krvavým srážkám mezi přívrženci Inkathy a pokrokovějšího Afrického národního kongresu. Na obou stranách proti sobě stáli Zuluové. Inkatha tehdy reprezentovala konzervativní, méně vzdělané, starší Zuluy, podporující kmenové zřízení, krále a Butheleziho, a byla také podporována jak vládou Jihoafrické republiky, tak západními státy, kteří v ní spatřovali hráz proti komunismu. Okolní státy v té době ovládly vlády s komunistickou orientací. V dalších 20 letech se Inkatha stále více radikalizovala a její bojůvky začaly šířit teror. V srpnu 1991 pozici Butheleziho oslabil skandál Inkathagate, když se prozradilo financování vojenského výcviku příslušníků Inkathy proti jiným černošským organizacím ministerstvem zahraničí Jihoafrické republiky. Inkatha se zapojila do organizace konzervativního pravicového Spojenectví za svobodu, které bylo protiváhou ANC. Odmítla se spolu s dalšími pravicovými stranami bělochů zúčastnit prvních svobodných voleb v roce 1994 a pokusila se na území Kwa-Zulu volby bojkotovat, na což vláda Jihoafrické republiky v provincii vyhlásila výjimečný stav. Ve volbách na svém území nakonec Inkatha (registrována jako IFP – Strana svobody Inkatha) těsně zvítězila, vítězem voleb v celé republice se stal ANC Nelsona Mandely. Bylo změněno administrativní řízení státu, zanikly tzv. domoviny a republika byla rozdělena na devět provincií. Buthelezi se stal v nové vládě ministrem vnitra. Přesto i v dalších letech na jeho území pokračovaly ozbrojené srážky.

## Současnost

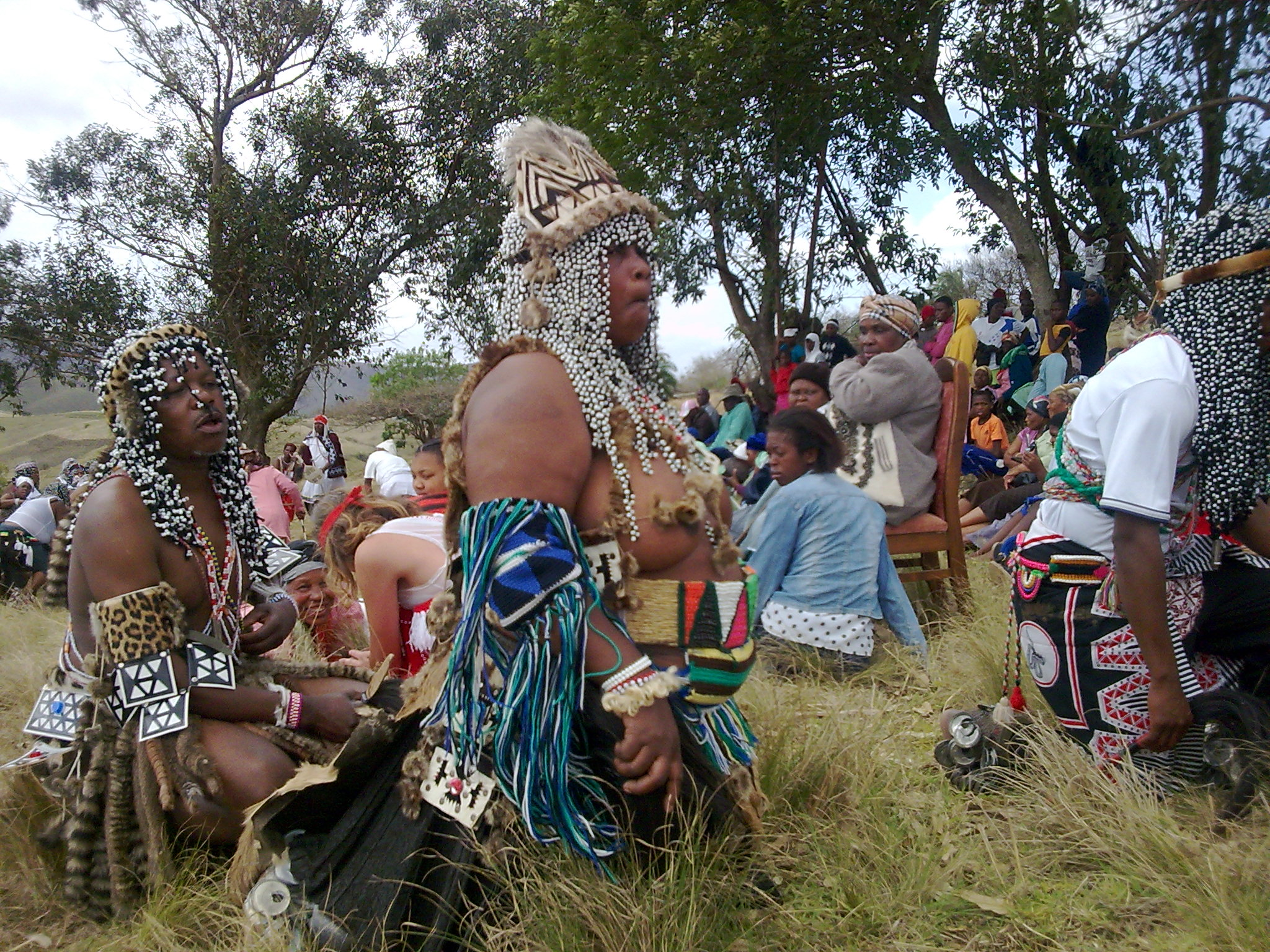
Podívaná pro turisty v Shakalandu

Po druhých svobodných volbách v roce 1999 zůstala zulská IFP ve vládě společně s ANC. V květnu 2009 byl zvolen čtvrtým prezidentem Jihoafrické republiky Jacob Zuma, pocházející z národa Zuluů, který se narodil ve vesnici Nkandla v jihoafrické provincii KwaZulu-Natal. Největší část národa Zuluů dnes žije v nevelké provincii KwaZulu-Natal, která se před rokem 1994 nazývala Natal a zaujímá jen 8 % rozlohy státu. V provincii s hlavním městem Durban jsou desítky přírodních reservací, jsou zde Dračí hory (Drakensberg) vysoké přes 3000 metrů nad mořem a zejména kvůli turistům byl založen kmenový kraal Phe-Zulu (Phe-Zulu tribal kraal). Je to skanzen, kde Zuluové předvádí návštěvníkům své tance v pestrých krojích za doprovodu bubnů a dalších hudebních nástrojů. Kdysi byl Durban britskou obchodní stanicí pro výměnný obchod s mocným národem Zuluů. Dnes zde žijí Zuluové jako menšina spolu s mnoha jinými národy celého světa a pracují zejména v turistickém průmyslu; např. po Durbanu jezdí barevně vyzdobeni jako rikšové.

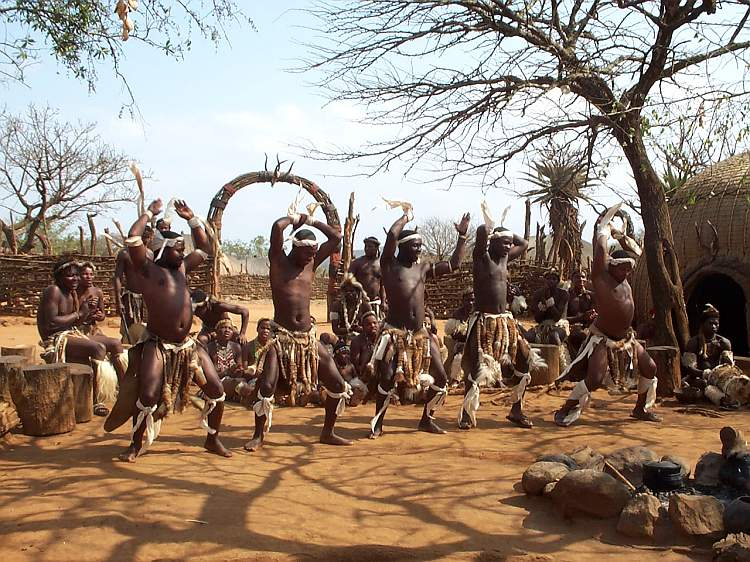
Tanečníci v Krügerově parku

Velká část Zuluů dodnes pracuje v zemědělství, na plantážích cukrové třtiny, jako pastevci dobytka, řemeslníci v docích, mnozí jsou horníky v diamantových, zlatých i jiných dolech, taxikáři. Z venkova se postupně stěhují za výdělkem do měst, kde vytváří mnohdy obrovské slumy (v Sowetu žijí 2 miliony černochů v chatrčích v sousedství čtvrtí plných mrakodrapů). Na venkově žijí ve svých vesnicích s tradičními obydlími z přírodních materiálů, mimo vesnice pak staví zatím nepříliš četné domky, školy a kostely z cihel.
Na sever od Durbanu je královské území Zululand, kde žijí Zuluové po staletí. I zde je řada přírodních reservací a také zábavní park Shakaland, kde Zuluové předvádí turistům kmenový život v chýších, opět s tanci a nabídkou své stravy. Jsou to komerční a na pohled velice zajímavá představení (Shakaland byl vytvořen pro potřeby filmařů.). Na tomto území jsou památníky tří bitev Zuluů proti Britům z let 1879 až 1900. Zuluové, kteří poskytují turistům zajímavou podívanou, žijí také severně od Zululandu v provincii Transvaal.
Navzdory celostátnímu zákazu, Zuluové u dívek v Jihoafrické republice provádí pravidelné zkoušky panenství, které podle nich mají zabránit šíření viru HIV a těhotenství mladistvých.
Dnešní jazyk národa má 80 000 pojmů, mnohé z novějších vznikly úpravou z angličtiny či jiných jazyků. Do zuluštiny jsou přeložena díla Shakespeara, Komenského, bible a další tituly. V tomto jazyce jsou od roku 1928 vydávány vlastní romány, po roce 1940 i své noviny Ilanga lase Natal. Je to jazyk živý a stále se měnící.

### Sport
Oblíbeným sportem národa se stal fotbal. Zuluové mají své kluby v tamních soutěžích, nejznámějším z nejvyšší soutěže je AmaZulu FC v Jihoafrické republice. Firma Adidas pojmenovala míč pro Mistrovství světa 2010 v kopané názvem Jabulani převzatý z jazyka Zuluů, znamenající pojem „oslavovat“.

## Náboženství

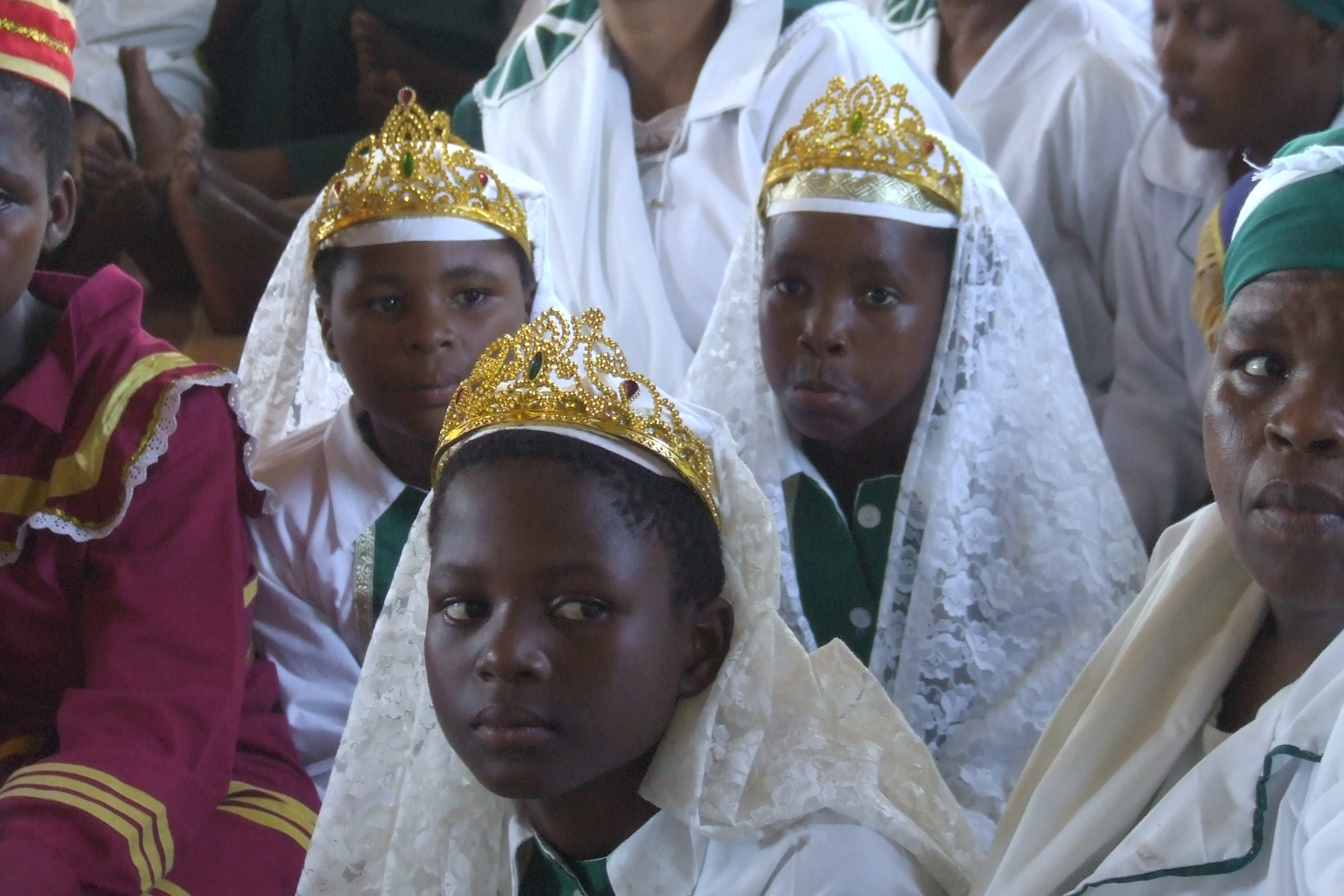
Církev African Apostolic

Národ uznával řadu bohů, zejména boha oblohy, se kterým komunikoval ve vsi jedinec nazývaný nebeský pastýř. Ve vesnici byl kouzelník ovládající léčitelství a spirituální moc a mnohdy skrytá osobnost čaroděje působící zlo. Dále zde byli bylinkáři (hodně rozšíření) a věštkyně. Zuluové věřili v pozitivní duchy předků a velmi důležitou roli měla pro ně moc léků a medicíny. Prvním člověkem dle víry Zuluů byl Unkulunkula a nejvyšším bohem Umvelingangi, je však možné, že tato představa je ovlivněna křesťanstvím. Rodiče lidí byli Bůh oblohy (muž) a Bůh země (žena).
Většina Zuluů je dnes křesťany různých církví, i když si často zachovávají prvky své původní víry. Důležitou postavou se stal Isaiah Šemble († 1935), zulský prorok, který založil v Jižní Africe Nazaretskou církev. Zkombinoval zulskou tradici s křesťanskými symboly. Reagoval na krizovou situaci národa, který ztrácí své území, krále, jejich náboženství zpochybňovali křesťanští misionáři, muži se dostávali do dolů vzdálených stovky kilometrů. Přizpůsoboval náboženské tradice realitě doby. Jeho hnutí bylo označováno jako radikálně protibělošské. Sílil také vliv křesťanských skupin známých jako etiopská církev. Ty napodobovaly církevní organizace bělochů, ovšem zůstaly církví zulskou, černošskou. Křesťanů je v JAR 77 %, zejména protestantů, asi 14 % preferuje animistické náboženství a žijí zde i Židé, hinduisté a muslimové.
Ve společnosti Zuluů zůstává vitální tradiční léčitelství spojené s původním Zulským náboženským systémem. Jde o komplexní nábožensko-medicínsko-spirituální fenomén. Tradiční léčitelé se zabývají léčbou fyzických i psychických nemocí klienta, věštěním, vedením obřadů při narození nebo smrti, ochranou proti čarodějnictví, uchováváním mýtů, příběhů a tradice. Uvádí se, že tradičních léčitelů je v Jižní Africe až desetkrát více než vystudovaných lékařů. Až 60 % Zuluů konzultuje v případě nemoci situaci s tradičním léčitelem, velmi často v kombinaci s návštěvou moderního lékaře.
Pro vyvážený život je podle Zuluů třeba pravidelně obětovat předkům, což je práce léčitelů. Kult předků hraje v léčitelství klíčovou roli, obětují se nejčastěji pokrmy a zvířata. Léčitelé také připravují tradiční muti – zde se léčitelství potkává s čarodějnictvím, přičemž hranice je nejistá a často překračovaná. Zasvěcení léčitelé jsou schopni přivolat ducha konkrétního předka a nechat jej do sebe vstoupit; poté mohou efektivně věštit, vykládat sny, prorokovat nebo léčit. Trans se vyvolává bubnováním a tancem. V transu osoba léčitele ustupuje do pozadí a uvolňuje místo duchu, který působí. Cílem léčby je harmonizace vztahu mezi pacientem a duchy předků nebo duchy obecně. Léčitelé věští se házením kostí.